# Municipio de Santa Lucía Utatlán
Municipio de Santa Lucía Utatlán är en kommun i Guatemala.   Den ligger i departementet Departamento de Sololá, i den sydvästra delen av landet, 80 km väster om huvudstaden Guatemala City.